# Nicômaco (mitologia)
Nicômaco, na mitologia grega, foi o irmão de Górgaso, ambos filhos de Macaão e Anticleia; Macaão era filho de Asclépio e Anticleia filha de Diocles, rei de Fáris na Messênia.
Nicômaco e Górgaso tinham, assim como seu pai, tio e avô, o poder de curar doenças e os mutilados. Outros irmãos de Nicômaco eram Alexanor   e Sphyrus.
O altar de Nicômaco e Górgaso em Fáris foi construído por Isthmius, filho de Glauco e rei da Messênia, que viveu entre a invasão dória do Peloponeso e a Primeira Guerra Messênia.
Nicômaco era ancestral de Nicômaco, o pai de Aristóteles.